# 万有引力常数

萬有引力常數，在兩個物體之間的影響。

万有引力常数（记作{\displaystyle G}），是一个在对有质量的物体间的万有引力的计算中含有的实验物理常数。該常数出现於牛顿的万有引力定律和爱因斯坦的广义相对论中，也称作重力常數或牛顿常数。然而，其較易与小写的{\displaystyle g}混淆，但不同的卻是，后者为局部引力场（等于局部引力引起的加速度）。
万有引力常数是測量難度高的物理常数之一。在国际单位制的单位中，2018年的科学技术数据委员会推荐的万有引力常数的值为：
{\displaystyle G=\left(6.67430\pm 0.00015\right)\times 10^{-11}\mathrm {m} ^{3}\mathrm {kg} ^{-1}\mathrm {s} ^{-2}}
卡文迪什在1798年设计的扭秤实验是第一个达到1%精度的万有引力常数测量实验。
在近代，一些物理学家认为万有引力常数并非定值，而是随宇宙年龄的增长而逐渐变小  (狄拉克的大數假說)  ，不过目前仍然没有可靠的实验证据显示万有引力常数是变化的。

## 定义
根据万有引力定律，两质点间的吸引力与二者的质量的乘积成正比，而与他们之间的距离的平方成反比：
{\displaystyle F=G{\frac {m_{1}m_{2}}{r^{2}}}}
在上述非相对论情况下的公式中，其中的比例常数{\displaystyle G}即是万有引力常数。
万有引力常数同样出现在广义相对论中的爱因斯坦场方程：
{\displaystyle G_{\mu \nu }+\Lambda g_{\mu \nu }=\kappa T_{\mu \nu }\,,}，其中Gμν为爱因斯坦张量（尽管用到了G，但这并不是万有引力常数），Λ是宇宙学常数，gμν是度规张量，Tμν是应力-能量张量，κ则是爱因斯坦引力常数，是一个爱因斯坦定义的常数，该常数与万有引力常数有直接的联系：
{\displaystyle \kappa ={\frac {8\pi G}{c^{4}}}\approx 2.076\,647(46)\times 10^{-43}\mathrm {~N^{-1}} .}

## 量纲
根据牛顿的万有引力定律，可以写出
{\displaystyle |{\vec {F}}|\propto {\frac {m_{1}m_{2}}{r^{2}}}}根据量纲分析，可以得出力的量纲为
{\displaystyle [|{\vec {F}}|]=M\cdot L\cdot T^{-2}}而{\displaystyle {\frac {m_{1}m_{2}}{r^{2}}}} 的量纲则为{\displaystyle \left[{\frac {m_{1}m_{2}}{r^{2}}}\right]=M^{2}L^{-2}}。
等式两边的量纲并不相等，解决的办法就是加入一个带有量纲的比例常数（即万有引力常数），即{\displaystyle F=G{\frac {m_{1}m_{2}}{r^{2}}}}。因此万有引力常数的量纲为{\displaystyle \left[G\right]={\frac {\left[|{\vec {F}}|\right]\left[r^{2}\right]}{\left[m_{1}m_{2}\right]}}=M^{-1}\cdot L^{3}\cdot T^{-2}}
在国际单位制中，万有引力常数的单位是{\displaystyle \mathrm {m} ^{3}\mathrm {kg} ^{-1}\mathrm {s} ^{-2}}